# Pascalina Lehnert
Pour les articles homonymes, voir Lehnert.
Joséphine Lehnert, en religion sœur Pascalina des Sœurs de la Sainte Croix de Menzingen, née le 25 août 1894 à Ebersberg en royaume de Bavière et morte à Vienne (Autriche) le 13 novembre 1983, fut de 1917 à 1958 la secrétaire et l'aide-soignante du nonce apostolique en Bavière, Eugenio Pacelli qui la garde à son service quand il devient le pape Pie XII.
Considérée comme l'éminence grise de Pie XII (ce qui lui vaudra beaucoup d'inimités au Vatican), elle fut aussi la seule femme de l'histoire moderne du Catholicisme à avoir pu participer de l'intérieur à un conclave, en l'occurrence celui de 1939.

## Biographie
Elle grandit à la campagne dans une famille de douze enfants, dans une ferme située à environ quarante kilomètres au sud de Munich. Elle quitte le domicile familial à 15 ans pour rejoindre les sœurs enseignantes de la Sainte-Croix dans la région de Munich. Lorsqu'elle prononce ses vœux, elle reçoit le nom de Pascalina. Elle est ensuite envoyée dans les Alpes Suisses, pour servir dans une maison de repos du nom de Stella Maris.
C'est dans cette maison de repos qu'elle est choisie en 1917 — à 23 ans — pour s'occuper du nonce apostolique à Munich Eugenio Pacelli, futur Pie XII, qui est là en tant que patient. Une fois remis, Pacelli fait venir sœur Pascalina à la nonciature de Munich. Elle y est en quelque sorte la maîtresse de la maison et l'aide-soignante de Pacelli.
Pascalina est très liée à Pacelli et appréciée de lui ; il la fait venir en 1930 au Vatican, où elle habite jusqu'à sa mort en 1958.
Elle fut présente lors du premier tour de scrutin du conclave de 1939, qui fut donc le seul conclave de l'histoire moderne du catholicisme auquel une femme a pu assister de l'intérieur,. en effet, Pascalina Lehnert est restée dans la chapelle Sixtine lors du premier tour de scrutin, en tant qu'aide-soignante du cardinal Pacelli, pour lui donner ses médicaments. Pacelli étant camerlingue et donc en charge de l'organisation du conclave, aucun des Cardinaux présents n'a protesté. Néanmoins, un journaliste a repéré la moniale à la sortie de la chapelle Sixtine, forçant le Saint-Siège à publier un communiqué confirmant que Pascalina Lehnert avait été autorisée à être présente,.
Après l'élection de Pie XII, elle devient sa secrétaire, et est rapidement perçue comme étant l'éminence grise du pape, ce qui lui vaut ironiquement le sobriquet de « la papesse ». En effet, c'est elle qui filtre les visiteurs et retarde les demandes d'audience des cardinaux qui lui sont défavorables. Tisserant, doyen du Sacré Collège, s'en plaint. Elle va même à une reprise jusqu'à gifler un cardinal, en présence de Pie XII. Certaines personnes estiment que le fait que Pie XII n'ait pas choisi de successeur au cardinal Maglione est dû à ses conseils.
Alors que Benito Mussolini est confronté à une opposition croissante en Italie, sa maîtresse, Clara Petacci, vient rencontrer au Vatican pour demander à Pascalina Lehnert d'intervenir auprès du pape, afin d'aider le dictateur.
Après la mort de Pie XII en 1958, immédiatement mise à l'écart du Vatican, elle fonde une maison qui a pour vocation d'héberger les femmes âgées seules. Elle rédige ses mémoires, qui permettent de mieux cerner la personnalité de Pie XII.
Elle meurt à Vienne (Autriche) le 13 novembre 1983, à l'âge de 89 ans. Elle est enterrée au cimetière teutonique de Rome.

## Sources
- Paul I. Murphy et René Arlington, La Popessa, Paris, Lieu Commun, 1987. Recension défavorable par Émile Poulat dans Archives de sciences sociales des religions, année 1989, vol. 67, n° 2, p. 310, consultable sur le site Persée.
- Livre de Mère Pascalina : Pie XII, Mon privilège fut de le servir paru aux éditions Téqui en 1985
- Bernard Lecomte : Les Derniers Secrets du Vatican (Perrin, 2012) - chapitre 5 : La "papesse" Pascalina (p. 84 à 107).
- Bénédicte Lutaud, Femmes de pape, Le Cerf, 2021.